# Бонакольси, Барделлоне
Барделло́не де́и Бонако́льси (итал. Bardellone dei Bonacolsi; ум. 1300, Феррара, герцогство Феррара) — 2-й капитан народа и фактический синьор Мантуи из дома Бонакольси в 1291—1299 годах. Глава партии гибеллинов в Мантуе; перешёл в партию гвельфов.

## Биография
Время и место рождения Барделлоне неизвестно. Он был третьим сыном Пинамонте деи Бонакольси, первого капитана народа Мантуи и неизвестной по имени младшей дочери Гвидо II да Корреджо, синьора Корреджо. Сочетался браком с Анастасией да Рива, дочерью Корсаньоне да Рива. В их браке родились две дочери: Чечилья и Делия; обе приняли монашество и стали монахинями-францисканками. Барделлоне также был отцом Аленфьоре, дочери, рождённой им вне брака.
29 сентября 1291 года возглавил переворот, причиной которого было желание его отца назначить своим единственным преемником Таджино, старшего брата Барделлоне. Конфликт спровоцировало намерение Пинамонте удалить Барделлоне из Мантуи. В итоге последний захватил власть в городе и заключил в крепость Таджино с его старшим сыном Филиппо. В июле 1294 года Барделлоне освободил их, отправив в изгнание.
Захватив власть, продолжил внутреннюю политику предшественника по укреплению положения семьи Бонакольси в Мантуе. В некоторых энциклопедических источниках говорится о том, что Барделонне из уважения к отцу до его смерти не принимал звания капитана народа, и довольствовался званием ректора. В других утверждается, что 8 октября 1291 года он стал новым капитаном народа Мантуи. Вначале правил совместно с двумя ректорами: Гвидо да Турре и Эццелино де Кремаски. Поставил подестой города своего племянника Гвидо деи Бонакольси, по прозвищу «Бочонок». В 1294 году им был учреждён Совет двенадцати старейшин, в который вошли представители благородных мантуанских семей. Через несколько дней, решением этого совета, за Барделлоне были закреплены широкие полномочия; он получил право судить, выносить приговор, амнистировать и запрещать по своему усмотрению.
Во внешней политике Барделлоне также придерживался курса отца на добрососедские отношения с приграничными коммунами. Уже в 1291 году он установил тесные связи с Падуей, Виченцей, Тренто, Венецией и Болоньей. Им были восстановлены отношения с Вероной и её правителями из дома Скалигеров, от которых Барделлоне добился окончательного признания за домом Бонакольси правления над синьорией Кастель-д’Арио, что было закреплено в договоре от 27 мая 1293 года.
Захватить власть Барделлоне помогли племянники. У него не было сыновей, и он обещал сделать своим преемником Гвидо дей Бонакольси, старшего сына своего младшего брата Джованни деи Бонакольси, по прозвищу «Большеногий». Со временем отношения дяди и племянника ухудшились по неизвестной причине. В июле 1298 года Барделлоне вернул в Мантую старшего брата Таджино, которого назначил подестой, вместо Гвидо. В феврале 1299 года он изгнал из города Гвидо с семьёй и со всеми его сторонниками из партии гибеллинов. Сам Барделлоне ранее перешёл в партию гвельфов. Гвидо нашёл поддержку у веронского правителя Альберто I делла Скала. Весной 1299 года отношения между Мантуей и Вероной резко ухудшились. В мае между сторонами возник спор из-за эксплуатации веронцами побережья реки По близ Остильи. Протест мантуанцев был оставлен ими без внимания. Вскоре в Вероне был раскрыт заговор против Альберто I. В организации заговора подозревался мантуанский подеста. 24 июня 1299 года Таджино, от имени Барделлоне, подписал союзнический договор с маркграфом Эсте. Вскоре после этого, Гвидо, при поддержке Вероны, удалось захватить власть в Мантуе.
2 июля 1299 года Барделлоне снял с себя полномочия капитана народа Мантуи и отправился в изгнание. Он остановился в Ферраре, где скончался в конце октября 1300 года. Согласно последней воле Барделлоне, записанной перед смертью, всё, чем он владел, включая синьории Кастель-д’Арио и Маркарию, им было завещано старшему брату Таджино.